# Kościół Matki Bożej Dobrej Rady w Krakowie

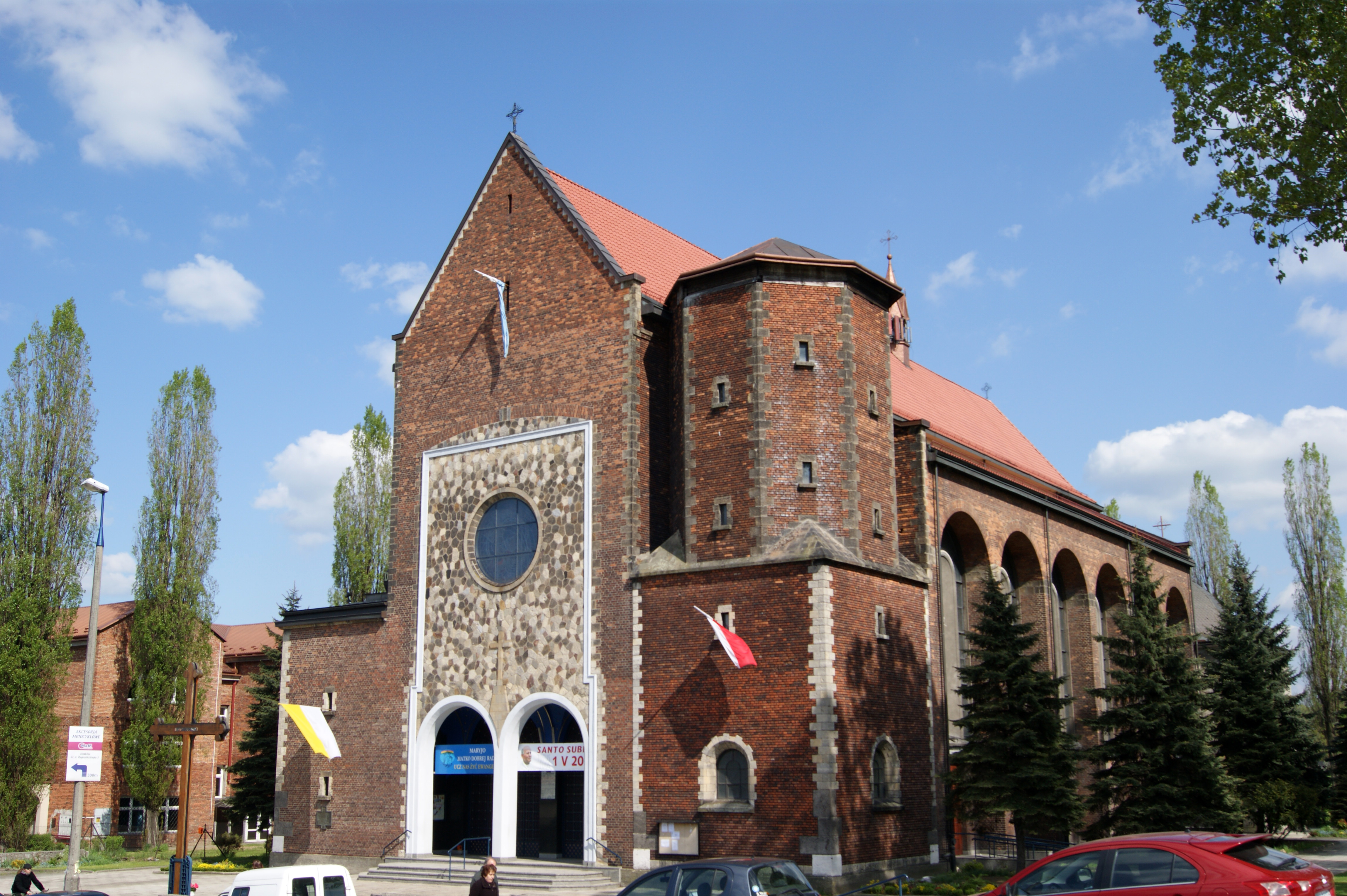
Kościół przed wybudowaniem wieży, 2011

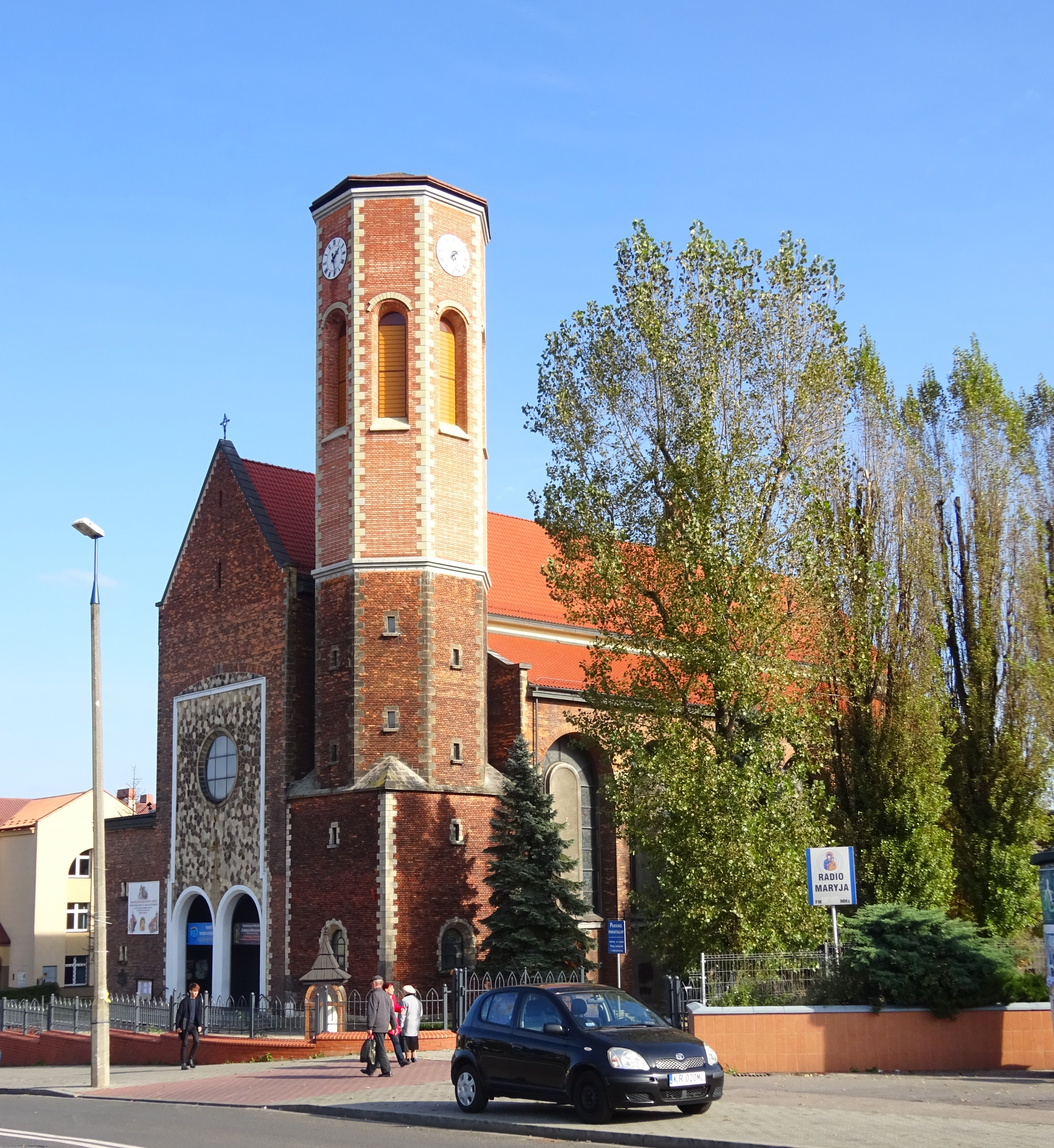
Kościół po pierwszym etapie budowy wieży, 2016

Kościół Matki Bożej Dobrej Rady – zabytkowy rzymskokatolicki kościół parafialny znajdujący się w Krakowie, w dzielnicy XII Bieżanów-Prokocim przy ulicy Prostej 35, w Prokocimiu.

## Historia
W 1909 Anna Jerzmanowska, wdowa po Erazmie Jerzmanowskim sprzedała zakonowi augustianów majątek znajdujący się w Prokocimiu (ówcześnie podkrakowskiej wsi). W 1911 augustianie, za zgodą biskupa krakowskiego Jana Duklana Puzyny otwarli tu  poświęcili kaplicę. 1 stycznia 1917 erygowano w Prokocimiu parafię – wydzielono ją z parafii w Bieżanowie. Opiekę duszpasterską sprawowali augustianie, a nabożeństwa odbywały się w kaplicy Najświętszej Marii Panny (obecnym kościele św. Mikołaja z Tolentino). Pierwszym proboszczem został Wilhelm Gaczek.
Budowę obecnego kościoła parafialnego rozpoczęto w 1932 według projektu Zygmunta Gawlika. 6 maja 1934 roku arcybiskup krakowski Adam Stefan Sapieha poświęcił kamień węgielny nowego kościoła. Prace przy budowie kościoła zatrzymano w 1938, do tego czasu zbudowane zostało jedynie jego prezbiterium z zakrystią i kaplica. Prace przy budowie wznowiono w 1948 według nowego projektu Adolfa Szyszko-Bohusza. W 1950 opiekę nad parafią przejęli księża diecezjalni. Budowę świątyni zasadniczo ukończono w 1957 i 24 listopada tego roku arcybiskup Eugeniusz Baziak poświęcił kościół. Nadal jednak trwały prace związane z wykończeniem i ozdobieniem budowli, a w 1964 poświęcono ołtarz główny.
W latach 1969–1971 budowano niewielką plebanię przy alei Adolfa Dygasińskiego 44. W 1998 ukończono pierwszą część, a w 2006 drugą nowej plebanii przy alei Adolfa Dygasińskiego 44a. W 2017 ukończono budowę wieży kościelnej.

## Budynek

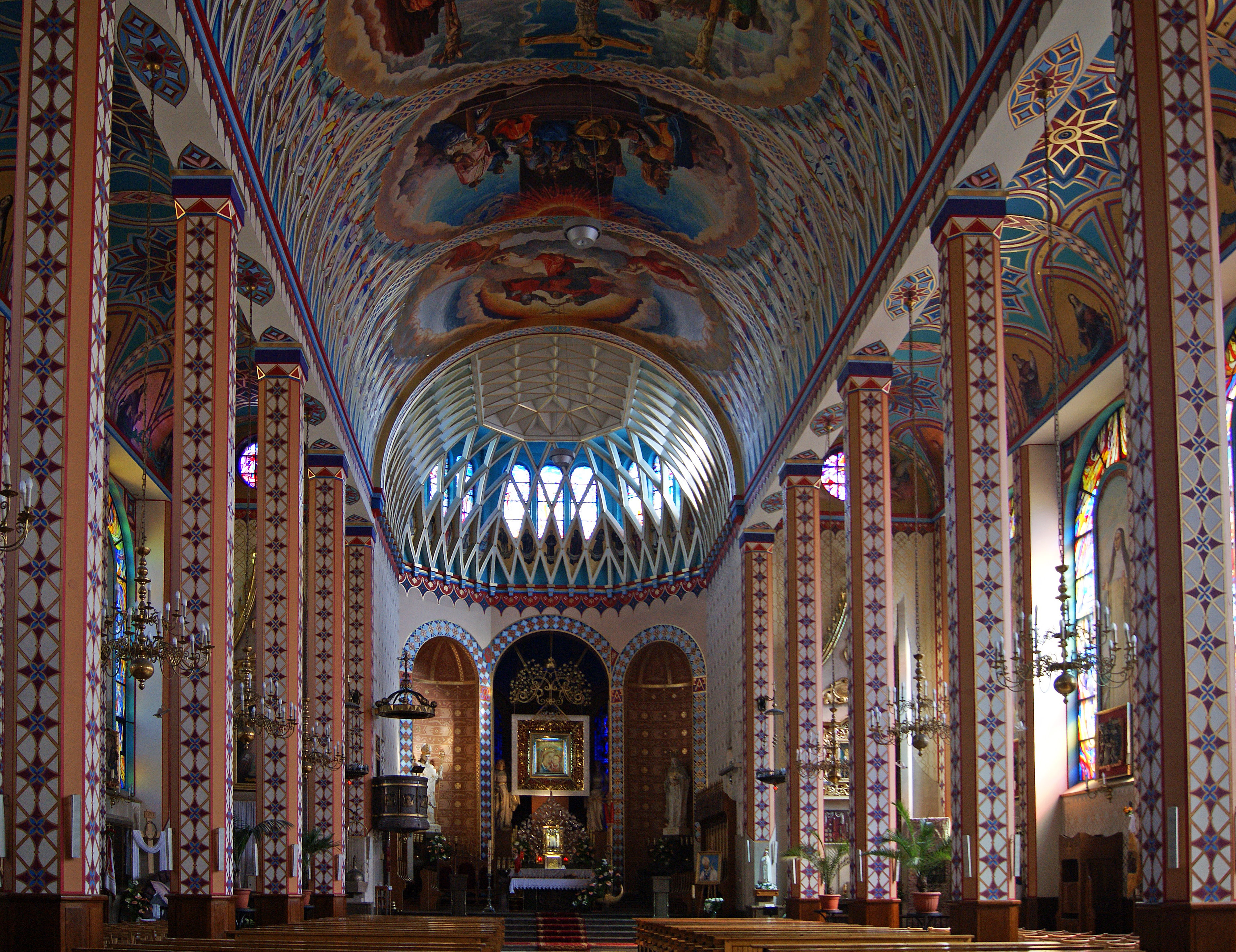
Wnętrze kościoła

Budowę rozpoczęto według projektu Zygmunta Gawlika i Izydora Stella-Sawickiego. Od 1948 kontynuowano ją według zmienionego projektu Adolfa Szyszko-Bohusza.
Jest to trójnawowy, orientowany, halowy budynek w stylu modernistycznym. Trójlistnie zamknięte prezbiterium przykryte jest ażurową konstrukcją. Fasada z arkadowym portykiem, nad którym znajduje się okrągły witraż z Matką Bożą Dobrej Rady, jest zwieńczona trójkątnym szczytem. Po południowej stronie fasady znajduje się wieża.
Wnętrze projektowali Wiktor Zin (jego projektu jest ołtarz główny, witraże w prezbiterium za ołtarzem i w okrągłych oknach naw bocznych, jak również okrągły witraż na fasadzie) oraz Zdzisław Pabisiak. W nawach bocznych znajdują się stacje drogi krzyżowej, płaskorzeźby wykonane przez Karola Muszkieta, a w oknach witraże.